# Ford Model 48
Ford Model 48 була оновленою моделлю Ford 40A з двигуном V8, основним продуктом компанії. Модель 48, представлена в 1935 році, щорічно оновлювалася косметично, породжуючи Ford 1937 року, а потім була повністю перероблена для 1941 року. Поєднання ціни, практичності та зовнішнього вигляду Ford 1935 року дозволило компанії випередити конкурента Chevrolet за корону продажів того року, з 820 000 проданих.